# Родин, Николай Иванович
Никола́й Ива́нович Родин (1923—2002) — полковник Советской Армии, участник Великой Отечественной войны, Герой Советского Союза (1945).

## Биография
Николай Родин родился 23 апреля 1923 года в деревне Орловка (ныне — Тербунский район Липецкой области). Окончил девять классов школы и аэроклуб. В 1940 году Родин был призван на службу в Рабоче-крестьянскую Красную Армию. В мае 1943 года окончил Балашовскую военную авиационную школу пилотов (находилась в Славгороде Алтайского края). С ноября 1943 года — на фронтах Великой Отечественной войны.
К апрелю 1945 года старший лейтенант Николай Родин был заместителем командира эскадрильи 525-го штурмового авиаполка 227-й штурмовой авиадивизии 8-го штурмового авиакорпуса 8-й воздушной армии 4-го Украинского фронта. К тому времени он совершил 110 боевых вылетов на штурмовку скоплений боевой техники и живой силы противника, нанеся ему большие потери, лично уничтожил 5 самолётов противника на земле и ещё 1 сбил в воздушном бою.
Указом Президиума Верховного Совета СССР от 29 июня 1945 года за «образцовое выполнение боевых заданий командования на фронте борьбы с немецкими захватчиками и проявленные при этом мужество и героизм» старший лейтенант Николай Родин был удостоен высокого звания Героя Советского Союза с вручением ордена Ленина и медали «Золотая Звезда» за номером 8693.
После окончания войны Родин продолжил службу в Советской Армии. В 1955 году он окончил Военно-воздушную академию, в 1964 году — курсы усовершенствования офицерского состава. В 1955—1959 годы командовал авиационным полком (Белорусский военный округ), затем служил начальником политотдела истребительной авиадивизии Харьковского высшего военного авиационного училища лётчиков имени С. И. Грицевца, заместителем начальника факультета Военно-медицинской академии имени С. М. Кирова.
В 1978 году в звании полковника Родин был уволен в запас. Проживал и работал в Ленинграде. Умер 31 октября 2002 года, похоронен на Никольском кладбище Александро-Невской лавры в Санкт-Петербурге.

## Награды
- два ордена Красного Знамени[2];
- орден Александра Невского[2];
- два ордена Отечественной войны 1-й степени[2];
- орден Отечественной войны 2-й степени[2];
- два ордена Красной Звезды[2];
- медаль «За боевые заслуги»;
- медаль «За воинскую доблесть. В ознаменование 100-летия со дня рождения Владимира Ильича Ленина»;
- юбилейная медаль «Двадцать лет Победы в Великой Отечественной войне 1941—1945 гг.»
- юбилейная медаль «Тридцать лет Победы в Великой Отечественной войне 1941—1945 гг.»
- медаль «За победу над Германией»;
- медаль «За освобождение Праги»;
- медаль «Ветеран Вооружённых Сил СССР»;
- юбилейная медаль «30 лет Советской Армии и Флота»;
- юбилейная медаль «40 лет Вооружённых Сил СССР»;
- юбилейная медаль «50 лет Вооружённых Сил СССР»;
- медаль «За безупречную службу» I степени;
- Медаль «За храбрость перед врагом» (ЧССР);
- медаль «20 лет Словацкого народного восстания» (ЧССР);
- медаль «30 лет Словацкого народного восстания» (ЧССР);

Могила Родина на Никольском кладбище Александро-Невской лавры в Санкт-Петербурге.

- медаль «Победы и Свободы» (ПНР).

## Память
Именем Н. И. Родина названа улица в Тербунах (Липецкая область).